# Ouverture française

L'Ouverture française est le nom communément donné à une œuvre en si mineur pour clavecin solo de Jean-Sébastien Bach dont le titre original est : Ouvertüre nach Französischer Art (« Ouverture à la manière française ») ; le catalogue des compositions de Bach par Wolfgang Schmieder l'identifie sous le numéro BWV 831. Elle constitue une partita complète constituée de onze mouvements.
Elle constitue avec le Concerto italien la seconde partie de la Clavier-Übung publiée en 1735 par Christoph Weigel, graveur et éditeur à Nuremberg : ces deux volets symbolisent les deux grandes traditions (l'italienne et la française) qui se confrontent dans l'Europe musicale au cours du XVIIIe siècle, influencent de façon comparable la musique allemande et que François Couperin a tenté de combiner dans Les Goûts réunis.

## Composition
Une version antérieure (BWV 831a) existe dans la tonalité d'ut mineur, remontant aux années 1730-1733. Il est possible que Bach l'ait transposée volontairement en si mineur, tonalité la plus éloignée de celle du Concerto italien. Cette transposition permet ainsi au deuxième volume de la Clavier-Übung de compléter les tons utilisés dans le premier volume afin d'avoir utilisé tous les tons de la gamme allemande (Sib, do, la, Ré, Sol, mi, Fa, si).

## Terminologie et structure
« Ouverture »  est pris, par métonymie, dans le sens de « suite commençant par une Ouverture de dimension importante » : c'est dans ce cadre qu'ont été composées les suites de François Couperin (que ce dernier intitule « Ordres »), succession de danses traditionnelles et de pièces descriptives ou de caractère qui se démarquent de la suite régulière pratiquée par les compositeurs français du XVIIe siècle après Johann Jacob Froberger (succession Allemande - Courante - Sarabande - Gigue). De telles suites ont été composées aussi bien pour instrument solo que pour formations orchestrales. L'œuvre de Bach, bien que destinée à un clavecin, suggère fortement le style orchestral et est donc servie au mieux par un clavecin à deux claviers permettant les oppositions de plans sonores. Par son ampleur et sa structure, cette œuvre est à rapprocher des Partitas pour clavier composées quelques années auparavant.
La structure de la suite est tout à fait atypique : contrairement à d'autres suites pour clavecin de Bach, celle-ci ne comprend pas d'allemande et comporte des mouvements supplémentaires, deux passages et deux bourrées, avant et après la sarabande. Tout aussi inhabituelle est l'inclusion d'un mouvement supplémentaire après la gigue. Il s'agit d'un écho, conçu pour exploiter la différence de timbre des deux claviers de clavecin. Il y a quelques indications de piano dynamique et de forte, inhabituelles dans les suites pour clavier de la période baroque, mais qui confirment clairement que la composition est destinée à un instrument à deux claviers.

## Mouvements
La pièce comprend onze mouvements :
1. Ouverture
2. Courante
3. Gavotte I/II
4. Passepied I/II
5. Sarabande
6. Bourrée I/II
7. Gigue
8. Écho

## Style
Le style de cette œuvre est similaire à celui de compositeurs comme Jean-Baptiste Lully, Antoine Forqueray et François Couperin, mais il présente également des similitudes avec des compositeurs allemands comme Johann Caspar Ferdinand Fischer et Georg Philipp Telemann. De telles suites avec une ouverture introductive étaient normalement composées pour l'orchestre, mais rarement pour des instruments solistes. La composition de Bach, même s'il s'agit d'une œuvre pour clavecin seul, utilise une sonorité plus riche que celle habituelle des compositeurs français dont il est question dans cette œuvre.
Bach a également composé quatre Ouvertures pour orchestre, BWV 1066 à 1069 (souvent appelées suites pour orchestre) dont l'inspiration et le style sont identiques.

## Enregistrements
L'Ouverture française est une des pièces pour clavier les plus connues de Bach et a donné lieu à un nombre important d'enregistrements, tant au piano qu'au clavecin.